# Tim Wendt
Tim Wendt (* 13. Januar 1997) ist ein deutscher Handballspieler.

## Karriere
Wendt spielte zunächst beim TSV Kronshagen, bevor er 2011 zur Jugend des deutschen Rekordmeisters THW Kiel wechselte. Dort spielt er in der Saison 2017/18 mit der U23-Mannschaft der Kieler in der Handball-Oberliga Hamburg - Schleswig-Holstein. Am 2. Dezember 2017 debütierte der 1,83 Meter große Torwart in der Bundesligamannschaft der Zebras, als er beim 33:24-Sieg gegen den TV Hüttenberg zum Einsatz kam. Ab der Saison 2018/19 lief er für den Drittligisten DHK Flensborg auf. Mit Flensborg stieg er 2019 in die Oberliga ab. Im Sommer 2020 schloss er sich dem TSV Sieverstedt an, mit dem er 2022 in die Oberliga aufstieg. Seit der Saison 2024/25 hütet er das Tor des Regionalligisten TSV Hürup.